# Береза Шмідта
{{#ifeq:0|0|{{#if:|{{#if:Betulaschmidtii|[[]}}|}}}}
Береза Шмідта (Betula schmidtii) — вид квіткових рослин родини березові (Betulaceae).

## Назва
Свою офіційну назву, береза Шмідта отримала в честь відомого російського геолога і ботаніка Федора Шмідта. Саме він виявив це дерево на території Примор'я в другій половині 19 століття. Інша назва дерева — залізна береза.

## Поширення
Береза Шмідта росте у південній частині Приморського краю на сході Росії, в Японії (на о. Хонсю), в Китаї (Ляонін, Цзілінь) і на півночі Корейського півострова.
Вона росте на добре дренованих, нерідко скелетних ґрунтах верхніх і середніх частин гірських схилів; в долини спускається рідко, перезволоження не переносить. Це світлолюбна порода: хоча вона і росте в лісах, але відновлюється тільки на добре освітлених ділянках (гребені, узлісся, іноді галечники річок), вільних від інших рослин.

## Опис
Дерево до 20-25 м заввишки, з циліндричним стовбуром до 80 см в діаметрі або, що буває досить часто, на стовбурі є своєрідний гребінь, що починається від шийки кореня і догори поступово зменшується. Цей гребінь тим більше, чим сильніше нахилений стовбур. Крона починається з висоти 8-10 м, де стовбур переходить у великі сучки. Кора у молодих гілок темно-вишнева або навіть майже чорна, наймолодші пагони з густим білувато-повстяним запушенням, яке швидко зникає. На другий рік життя гілки на ній з'являються чечевички. На старих стовбурах кора темно-сіра (близька до кольору чавуну) і відшаровується великими шматками до 15-20 см в діаметрі. Під цими шматками йде світліша кора з металевим відблиском, а якщо відшаровується і вона, то на поверхню виступають невеликі ділянки кори фіолетово-коричневого відтінку. Листя молодих екземплярів мають довгасту форму з витягнутим кінцем, рівнобокою основою і пилчастим краєм, знизу по жилах з рідкісним білястим запушенням.
Черешки листя густо запушені. Довжина листя від 5,5 до 9 см, зазвичай вони близько 7-7,5 см, ширина від 3 до 5 см (в середньому близько 4-4,5 см). Листовий черешок 5-9 мм. Жилок на листку 8-9. Листя старих екземплярів дещо ширші, шкірясті, з нерівнобічною основою, запушені головним чином з нижньої сторони по жилах, з бурими залозками, овальні або яйцеподібно-видовжені. Тичинкові сережки по 2-5 штук, квіти поодинокі, циліндричні, до 3 см довжини і до 8 мм товщини. Горішки безкрилі (з дуже тонкою околицею) до 2 мм довжини, світло-бурі.

### Деревина
Деревина цієї берези в півтора рази міцніше чавуну, а міцність на вигин наближається до міцності заліза[джерело?]. Завдяки цьому залізна береза в деяких випадках могла б замінювати і метал. На відміну від металу ця береза не піддається корозії і не гниє. Якщо з такою берези зробити корпус судна, то можна навіть його не фарбувати: він не зруйнується через корозію, адже цій деревині не шкодять навіть кислоти. Кулі не пробивають березу Шмідта, а сокири не можуть її зрубати.[джерело?] Живе залізна береза близько 400 років, вона найдовговічніша береза з усіх видів беріз на планеті. Звичайно, така деревина могла б повсюдно використовуватися і бути дуже корисною в промисловості, але береза Шмідта дуже рідкісна.